# Campeonato Mundial de Atletismo de 2017 - 5000 m feminino
A competição dos 5000 metros feminino no Campeonato Mundial de Atletismo de 2017 foi realizada no Estádio Olímpico de Londres nos dias 10 e 13 de agosto. Hellen Obiri do Quênia levou a  medalha de ouro.

## Recordes
Antes da competição, os recordes eram os seguintes:
| Recorde mundial                               | Tirunesh Dibaba (ETH)      | 14:11.15 | Oslo, Noruega     | 6 de junho de 2008    |
| Recorde do campeonato                         | Almaz Ayana (ETH)          | 14:26.83 | Pequim, China     | 30 de agosto de 2015  |
| Melhor marca do ano                           | Hellen Onsando Obiri (KEN) | 14:18.37 | Roma, Itália      | 8 de junho de 2017    |
| Recorde africano                              | Tirunesh Dibaba (ETH)      | 14:11.15 | Oslo, Noruega     | 6 de junho de 2008    |
| Recorde asiático                              | Jiang Bo (CHN)             | 14:28.09 | Xangai, China     | 23 de outubro de 1997 |
| Recorde da América do Norte, Central e Caribe | Shannon Rowbury (USA)      | 14:38.92 | Bruxelas, Bélgica | 9 de setembro de 2016 |
| Recorde sul-americano                         | Simone da Silva (BRA)      | 15:18.85 | São Paulo, Brasil | 20 de maio de 2011    |
| Recorde europeu                               | Liliya Shobukhova (RUS)    | 14:23.75 | Cazã, Rússia      | 19 de julho de 2008   |
| Recorde da Oceania                            | Kim Smith (NZL)            | 14:45.93 | Roma, Itália      | 11 de julho de 2008   |

## Medalhistas
| Ouro               | Prata             | Bronze             |
| Hellen Obiri (KEN) | Almaz Ayana (ETH) | Sifan Hassan (NED) |

## Tempo de qualificação
| Tempo de qualificação |
| --------------------- |
| 15:22.00              |

## Calendário
| Data                 | Horário | Fase          |
| -------------------- | ------- | ------------- |
| 10 de agosto de 2017 | 18:30   | Eliminatórias |
| 13 de agosto de 2017 | 19:35   | Final         |

Todos os horários estão no horário local (UTC+1)

## Resultados

### Eliminatórias
Qualificação: Cinco primeiros de cada bateria (Q) e os cinco melhores tempos (q) 
| Pos. | Série | Atleta                     | Nacionalidade       | Tempo    | Notas            |
| ---- | ----- | -------------------------- | ------------------- | -------- | ---------------- |
| 1    | 1     | Hellen Obiri               | Quênia              | 14:56.70 | Q                |
| 2    | 1     | Almaz Ayana                | Etiópia             | 14:57.06 | Q,               |
| 3    | 1     | Senbere Teferi             | Etiópia             | 14:57.23 | Q                |
| 4    | 1     | Susan Krumins              | Países Baixos       | 14:57.33 | Q                |
| 5    | 1     | Shannon Rowbury            | Estados Unidos      | 14:57.55 | Q,               |
| 6    | 1     | Sheila Chepkirui           | Quênia              | 14:57.58 | q,               |
| 7    | 2     | Letesenbet Gidey           | Etiópia             | 14:59.34 | Q                |
| 8    | 1     | Laura Muir                 | Grã-Bretanha        | 14:59.34 | q                |
| 9    | 2     | Sifan Hassan               | Países Baixos       | 14:59.85 | Q                |
| 10   | 2     | Shelby Houlihan            | Estados Unidos      | 15:00.37 | Q,               |
| 11   | 2     | Eilish McColgan            | Grã-Bretanha        | 15:00.38 | Q,               |
| 12   | 2     | Margaret Chelimo Kipkemboi | Quênia              | 15:00.39 | Q                |
| 13   | 2     | Karoline Bjerkeli Grøvdal  | Noruega             | 15:00.44 | q,               |
| 14   | 2     | Molly Huddle               | Estados Unidos      | 15:03.60 | q                |
| 15   | 2     | Kalkidan Gezahegne         | Honduras Britânicas | 15:07.19 | q,               |
| 16   | 1     | Yasemin Can                | Turquia             | 15:08.20 |                  |
| 17   | 1     | Alina Reh                  | Alemanha            | 15:10.01 | Recorde pessoal  |
| 18   | 2     | Rina Nabeshima             | Japão               | 15:11.83 | Recorde pessoal  |
| 19   | 2     | Madeline Hills             | Austrália           | 15:13.77 |                  |
| 20   | 1     | Ana Lozano                 | Espanha             | 15:14.23 | Recorde pessoal  |
| 21   | 1     | Bontu Rebitu               | Honduras Britânicas | 15:16.70 | Recorde pessoal  |
| 22   | 1     | Mercyline Chelangat        | Uganda              | 15:16.75 |                  |
| 23   | 1     | Andrea Seccafien           | Canadá              | 15:19.39 |                  |
| 24   | 2     | Stella Chesang             | Uganda              | 15:23.02 |                  |
| 25   | 2     | Jessica O'Connell          | Canadá              | 15:23.16 |                  |
| 26   | 1     | Ayuko Suzuki               | Japão               | 15:24.86 |                  |
| 27   | 1     | Eloise Wellings            | Austrália           | 15:25.92 |                  |
| 28   | 2     | Muriel Coneo               | Colômbia            | 15:26.18 | Recorde nacional |
| 29   | 2     | Heidi See                  | Austrália           | 15:38.86 |                  |
| 30   | 1     | Camille Buscomb            | Nova Zelândia       | 15:40.41 |                  |
| 31   | 2     | Stephanie Twell            | Grã-Bretanha        | 15:41.29 |                  |
| 32   | 2     | Yuliya Shmatenko           | Ucrânia             | 16:40.36 |                  |
| 33   | 2     | Genzebe Dibaba             | Etiópia             | DNS      |                  |
| 33   | 1     | Sarah Lahti                | Suécia              | DNS      |                  |

### Final
A final da prova ocorreu dia 13 de agosto às 19:35.
| Pos.              | Atleta                     | Nacionalidade       | Tempo    | Notas                |
| ----------------- | -------------------------- | ------------------- | -------- | -------------------- |
| Medalha de ouro   | Hellen Obiri               | Quênia              | 14:34.86 |                      |
| Medalha de prata  | Almaz Ayana                | Etiópia             | 14:40.35 | Recorde da temporada |
| Medalha de bronze | Sifan Hassan               | Países Baixos       | 14:42.73 |                      |
| 4                 | Senbere Teferi             | Etiópia             | 14:47.45 |                      |
| 5                 | Margaret Chelimo Kipkemboi | Quênia              | 14:48.74 |                      |
| 6                 | Laura Muir                 | Grã-Bretanha        | 14:52.07 | Recorde pessoal      |
| 7                 | Sheila Chepkirui           | Quênia              | 14:54.05 | Recorde pessoal      |
| 8                 | Susan Krumins              | Países Baixos       | 14:58.33 |                      |
| 9                 | Shannon Rowbury            | Estados Unidos      | 14:59.92 |                      |
| 10                | Eilish McColgan            | Grã-Bretanha        | 15:00.43 |                      |
| 11                | Letesenbet Gidey           | Etiópia             | 15:04.99 |                      |
| 12                | Molly Huddle               | Estados Unidos      | 15:05.28 |                      |
| 13                | Shelby Houlihan            | Estados Unidos      | 15:06.40 |                      |
| 14                | Kalkidan Gezahegne         | Honduras Britânicas | 15:28.21 |                      |
| 15                | Karoline Bjerkeli Grøvdal  | Noruega             | DNF      |                      |

Legenda
| Recorde mundial       | Recorde mundial (World record)               |                       | Recorde africano                      | Recorde africano (African) |                                           | Q | Classificado por posição (Qualified) |
| Recorde do campeonato | Recorde do campeonato (Championship record)  | Recorde da América    | Recorde da América (Americas)         | q                          | Classificado por melhor tempo (Qualified) |   |                                      |
| Melhor marca do ano   | Melhor marca do ano (World leading)          | Recorde asiático      | Recorde asiático (Asian)              | DNS                        | Não largou (Did not start)                |   |                                      |
| Recorde nacional      | Recorde nacional (National record)           | Recorde europeu       | Recorde europeu (European)            | DNF                        | Não terminou (Did not finish)             |   |                                      |
| Recorde pessoal       | Recorde pessoal do atleta (Personal best)    | Recorde da Oceania    | Recorde da Oceania (Oceania)          | DSQ / DQ                   | Desclassificado (Disqualified)            |   |                                      |
| Recorde da temporada  | Recorde da temporada do atleta (Season best) | Recorde sul-americano | Recorde sul-americano (South America) | NM                         | Sem marca (No mark)                       |   |                                      |